# Калиново (район Полтар)

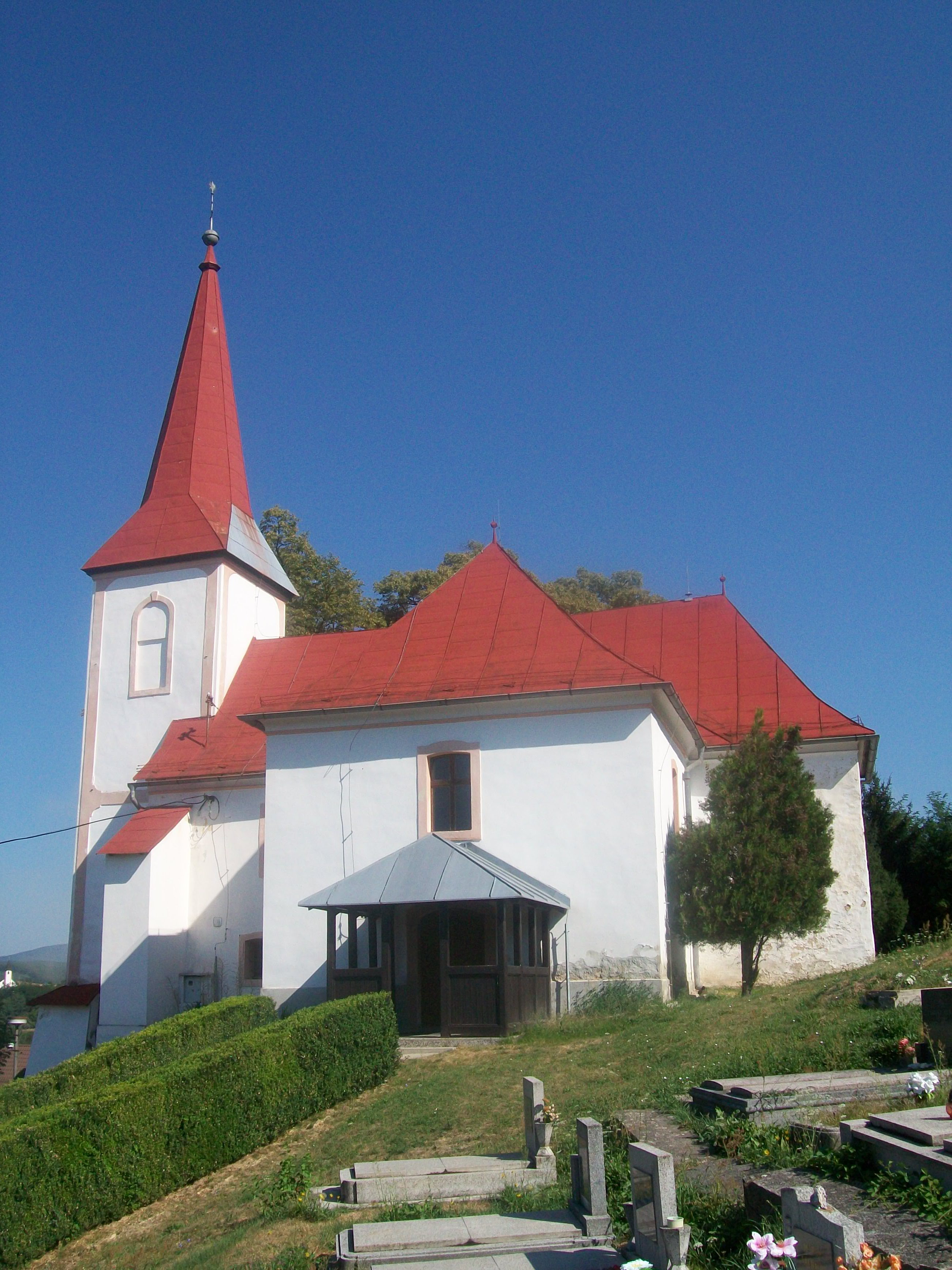
Евангелистский костёл в Калиново

Калиново (словац. Kalinovo) — деревня в районе Полтар Банскобистрицкого края Словакии.
Находится в 194 км от Братиславы и 8 км от г. Лученец.

## Население
| Год:                | 1994 | 2004    | 2014    | 2024    |
| ------------------- | ---- | ------- | ------- | ------- |
| Количество человек: | 2288 | 2319    | 2188    | 2253    |
| Разница:            |      | +1,35 % | −5,64 % | +2,97 % |

Население — 2239 человек (2012), в том числе 1132 женского и 1097 мужского пола.
В 2001 году в деревне проживали:
- словаки — 98,04 %
- чехи — 0,38 %
- венгры — 0,55 %
- русины — 0,04 %
- цыгане — 0,26 %.

Впервые упоминается в 1279 году.